# Plagodis excavaria
Plagodis excavaria là một loài bướm đêm trong họ Geometridae.